# بيري لانغ
بيري لانغ (بالإنجليزية: Perry Lang)‏ هو كاتب سيناريو ومخرج وممثل أمريكي، ولد في 24 ديسمبر 1959 ببالو ألتو في الولايات المتحدة.

## أعمال

### أفلام
- (1983) صحراء
- (1994) رجال الحرب

## وصلات خارجية
- بيري لانغ على موقع IMDb (الإنجليزية)
- بيري لانغ على موقع ألو سيني (الفرنسية)
- بيري لانغ على موقع أول موفي (الإنجليزية)
- بيري لانغ على موقع قاعدة بيانات الأفلام السويدية (السويدية)
- بيري لانغ على موقع قاعدة بيانات الفيلم (الإنجليزية)
- بيري لانغ على موقع كينوبويسك (الروسية)